# 麻生正蔵 (政治家)
麻生 正蔵（あそう しょうぞう、1889年10月19日 - 1979年4月26日）は、日本の政治家。衆議院議員（1期）。

## 経歴
富山県射水郡浅井村（現・射水市）出身。1911年東京帝国大学農科大学実科卒。浅井村長、同村議、富山県町村会副会長、射水郡農会長、富山県農会評議員、帝国農会議員、内閣調査局専門委員、富山県農業会長、越中織布工業(有)取締役となる。
1946年の第22回衆議院議員総選挙で富山県から諸派（農本党）で立候補して当選する。当選後は協同民主倶楽部に入り、協同民主党、国民協同党となる。この間、協同民主党、国民協同党各代議士会副会長となり、衆議院議員は1期務め、翌1947年の第23回衆議院議員総選挙には出馬しなかった。
このほか富山県農業委員長、土地改良理事長、全国農地同盟副会長を務めた。1979年死去。